# (385571) Otrera
(385571) Otrera war der zweite bekannte Neptun-Trojaner. Er wurde von den Astronomen Scott S. Sheppard, Chad Trujillo und David C. Jewitt durch Beobachtungen zwischen dem 16. Oktober und dem 14. Dezember 2004 mit dem Magellan-Baade-Teleskop am Las Campanas Observatorium und dem Subaru-Teleskop auf dem Mauna Kea entdeckt.
(385571) Otrera bewegt sich in einem Abstand von rund 30 Astronomischen Einheiten in knapp 170 Jahren um die Sonne. Die Bahn ist 1,4° gegen die Ekliptik geneigt, die Bahnexzentrizität beträgt 0,02.
Aufgrund der absoluten Helligkeit von circa 9 mag kann man abschätzen, dass der Durchmesser von (385571) Otrera weniger als 100 Kilometer beträgt.
(385571) Otrera wurde am 25. November 2015 nach Otrere, einer Königin der Amazonen in der griechischen Mythologie, benannt.
- Liste der Asteroiden – Trojaner